# Ян Мьодек
Ян Франчѝшек Мьо̀дек (на полски: Jan Franciszek Miodek) е полски езиковед, професор на хуманитарните науки, директор на Института по полска филология на Вроцлавския университет, член на Лингвистичния комитет на Полската академия на науките, член на Полския езиков съвет от създаването му през 1996 година. Популяризатор на знанията за полския език.
От 1968 година води ежеседмичната рубрика „Жеч о йензѝку“ във вестниците „Слово Полске“ и „Polska The Times“. Автор и водещ на ежеседмичните телевизионни програми „Ойчизна полшчизна“ (1987 – 2007) и „Словник полско@полски“ от 2009 година.